# Самби Локонга, Альбер
Альбер-Мбойо Самби Локонга (фр. Albert-Mboyo Sambi Lokonga; род. 22 октября 1999, Бельгия) — бельгийский футболист, полузащитник «Арсенала» и сборной Бельгии, выступающий на правах аренды за испанский клуб «Севилья».

## Клубная карьера
Локонга — воспитанник клуба «Андерлехт». 22 декабря 2017 года в матче против «Эйпена» он дебютировал в Жюпиле лиге. 27 сентября 2020 года в поединке против «Эйпена» Альбер забил свой первый гол за «Андерлехт». 
19 июля 2021 года Локонга перешёл в лондонский «Арсенал» за 17,2 млн фунтов. 13 августа в матче против «Брентфорда» он дебютировал в английской Премьер-лиге. 
В начале 2023 года Локонга на правах аренды перешёл в «Кристал Пэлас». 4 февраля в матче против «Манчестер Юнайтед» он дебютировал за новую команду. 
1 сентября 2023 года на правах аренды стал игроком клуба «Лутон Таун».

## Карьера в сборной
2 сентября 2021 года в отборочном матче чемпионата мира 2022 против сборной Эстонии Локонга дебютировал за сборную Бельгии.

## Личная жизнь
Старший брат Альбера, Поль-Жозе Мпоку, также является профессиональным футболистом.